# Sunder Deodhar
Sunder Deodhar (* um 1925, verheiratete Sunder Patwardhan) ist eine indische Badmintonspielerin. Sie ist die Tochter der indischen Cricket-Legende Dinkar Balwant Deodhar. Tara Deodhar und Suman Deodhar sind ihre älteren Schwestern.

## Karriere
Sunder Deodhar gewann 1942 erstmals einen indischen Meistertitel. Sie siegte dabei sowohl im Damendoppel als auch im Mixed. Mit ihrer Schwester Suman Deodhar gewann sie den Damendoppeltitel 1946. 1947, 1951 und 1954 waren beide erneut erfolgreich. 1946 und 1954 siegte Sunder Deodhar auch im Dameneinzel.

## Sportliche Erfolge
| Saison | Veranstaltung                 | Disziplin   | Platz | Name                              |
| ------ | ----------------------------- | ----------- | ----- | --------------------------------- |
| 1942   | Indien: Einzelmeisterschaften | Mixed       | 1     | G. D. Patwardhan / Sunder Deodhar |
| 1942   | Indien: Einzelmeisterschaften | Damendoppel | 1     | Tara Deodhar / Sunder Deodhar     |
| 1943   | Indien: Einzelmeisterschaften | Damendoppel | 1     | Tara Deodhar / Sunder Deodhar     |
| 1944   | Indien: Einzelmeisterschaften | Mixed       | 1     | Prakash Nath / Sunder Deodhar     |
| 1945   | Indien: Einzelmeisterschaften | Mixed       | 1     | Prakash Nath / Sunder Deodhar     |
| 1946   | Indien: Einzelmeisterschaften | Dameneinzel | 1     | Sunder Deodhar                    |
| 1946   | Indien: Einzelmeisterschaften | Damendoppel | 1     | Suman Deodhar / Sunder Deodhar    |
| 1946   | Indien: Einzelmeisterschaften | Mixed       | 1     | Devinder Mohan / Sunder Deodhar   |
| 1947   | Indien: Einzelmeisterschaften | Damendoppel | 1     | Suman Deodhar / Sunder Deodhar    |
| 1951   | Indien: Einzelmeisterschaften | Damendoppel | 1     | Suman Deodhar / Sunder Deodhar    |
| 1954   | Indien: Einzelmeisterschaften | Dameneinzel | 1     | Sunder Deodhar                    |
| 1954   | Indien: Einzelmeisterschaften | Damendoppel | 1     | Suman Deodhar / Sunder Patwardhan |